# Туториалс, Никки
Никки де Ягер (нидерл. Nikkie de Jager), более известная как Никки Туториалс (англ. NikkieTutorials; род. 2 марта 1994, Вагенинген, Гелдерланд) — нидерландская бьюти-блогер, визажистка и предпринимательница.

## Карьера
Никки создала свой канал на платформе YouTube и начала загружать туда видео, посвящённые косметике и макияжу, в 2008 году, в возрасте 14 лет. По её словам, интерес к макияжу у неё возник благодаря Лорен Конрад, снимавшейся в американском реалити-шоу «Голливудские холмы».
В надежде повторить макияж Конрад, она стала искать обучающие видео на YouTube, а затем решила загружать на платформу свои собственные ролики. На рубеже нулевых и десятых годов YouTube только начинали развиваться и ведение видеоблога не приносило серьёзного дохода.
В 2010 году Никки прошла курсы по макияжу в амстердамской B Academy у визажиста Паскаля Тессера. В 2011 году она подписала контракт с агентством Colourfull и стала работать как профессиональный визажист для телешоу и журналов.
В 2013 году де Ягер стала главным визажистом голландского телешоу «Я могу сделать тебя супермоделью». В 2014 году она покинула агентство и начала работать как визажист и парикмахер в частном порядке.
Всё это время Никки Туториалс продолжала вести свой видеоблог, где снимала обзоры на продукты косметики и обучающие видео по их использованию и повторению макияжа знаменитостей.
Прорывным для карьеры Никки стал 2015 год, когда она загрузила на свой канал видео ролик «The Power of Makeup», в котором показала как сильно может изменить внешность человека макияж, нанеся косметические продукты только на одну сторону лица, а другую оставив без изменений. Ролик стал вирусным, его стали повторять другие блогеры у Никки начался активный прирост подписчиков, в результате чего к ней начали поступать предложения о сотрудничестве, как и от коллег блогеров так и от крупных косметических брендов. На 2021 год это видео всё ещё остаётся самым популярным на канале девушки, насчитывая более 40 миллионов просмотров. А на её канале более 13 миллионов подписчиков.
В 2017 году журнал Forbes назвал её одной из 10 самых влиятельных личностей в сфере красоты. В этом же году она получила награду «Ютуб Гуру» от Shorty Awards. И награду от Teen Choice Awards за победу в номинации «Лучшая интернет знаменитость в сфере моды и красоты».
В сентябре 2021 года Никки на своем ютьюб-канале анонсировала запуск собственной линейки косметики под брендом Nimya by NikkieTutorials.

### Сотрудничество
В 2016 году Никки Туториалс совместно с брендом Too Faced выпустила свою линейку косметики. Этот запуск получил крайне негативные отзывы, пользователи отмечали, что качество продуктов, которые показывала Никки и другие блогеры в своих видео, то есть качество продуктов, разосланных для обзоров в рамках пиар-кампании, намного лучше качества продуктов, поступивших в продажу.
Позже, в 2019 году блогер Джеффри Стар прокомментировал этот скандал, сказав, что бренд не предупредил Никки об изменении качества продуктов, а также значительно задержал выплату её гонорара. Никки также признавалась, что этот конфликт чуть не стоил ей карьеры. Затем, в 2020 году марка Too Faced оказалась в ещё одном скандале с де Ягер: после того как Никки выпустила видео о своем транспереходе, сестра сооснователя бренда Лиза Бландино написала в своём инстаграме: «Трансгендер?! Это не единственное, о чем она врёт всё это время», очевидно намекая на конфликт четырёхлетней давности, после чего была обвинена в трансфобии и уволена из компании.
В 2017 году Никки в коллаборации с брендом OFRA выпустила набор из трёх жидких помад и хайлайтера. С этой компанией она впоследствии сотрудничала ещё дважды, представив осенью 2017-го серию из трёх хайлайтеров и жидкой помады под названием Glow Baby, Glow!, а также ещё через год, выпустив линейку Electro Glaze, состоящую из двух дуохромных хайлайтеров.
В 2018 году марка Maybelline представила новый хайлайтер в серии Master Chrome by FaceStudio под номером 250, созданный вместе с Никки. Этот косметический продукт стал результатом сотрудничества де Ягер и Maybelline, начавшегося в 2017 году, когда бренд пригласил Никки попробовать себя в качестве ведущей их YouTube-шоу Makeup Like This. В 2020 году Никки совместно с маркой и интернет-магазином Beauty Bay выпустила лимитированную палетку теней. Эти три запуска были положительно встречены публикой.
После обретения популярности Никки стала снимать видео с различными знаменитостями, среди которых были Ким Кардашьян, Биби Рекса, Дрю Бэрримор, Меган Трейнор, Селена Гомес и другие. В 2019 году она также сотрудничала с певицей Леди Гагой и продвигала её бренд косметики.

## Личная жизнь
Никки де Ягер родилась в городе Вагенинген, о её детстве практически ничего не известно. У неё был брат Микай, скончавшийся от рака в 2018 году в возрасте 14 лет.
В 2020 году она выпустила видео, в котором призналась, что является трансгендерной женщиной. Она была рождена мальчиком, но всегда ощущала себя девушкой, в 14 лет начала принимать гормоны и затем прошла через череду операций, завершив трансгендерный переход к 19 годам.
Длительное время она встречалась с парнем по имени Рик. Однако, в 2018 году она сообщила о расставании с ним. С 2018 года она находилась в отношениях с молодым человеком по имени Дилан Дроссарс и в 2019-м он сделал ей предложение, на которое девушка ответила согласием. В сентябре 2022 года пара поженилась.
В августе 2020 года Никки сообщила, что их с Диланом дом ограбили, а им угрожали пистолетом.

## Телевидение и другие медиа
В сентябре 2017 года де Ягер была участницей голландского игрового шоу The Big Escape. В январе 2019 года она участвовала в девятнадцатом сезоне популярного голландского реалити-шоу Wie is de Mol?, но выбыла после третьего выпуска. В 2019 году Никки также выступила в качестве приглашенной судьи первого сезона британского шоу Glow Up на телеканале BBC Three. В сентябре 2020 года она вернулась в юбилейном, двадцатом сезоне Wie is de Mol? и стала победительницей.
После совершения каминг-аута де Ягер была приглашена на шоу Эллен Дедженерес, где рассказала о своём опыте как трасгендерная женщина. Позже во время интервью De Wereld Draait Door, она призналась, что участие в передаче разочаровало её, а Эллен отнеслась к ней очень холодно.
В феврале 2020 года было объявлено, что Никки станет онлайн-ведущей конкурса Евровидение 2020, который пройдёт в Роттердаме. Однако конкурс был отменён из-за пандемии коронавируса. Затем Никки появилась в качестве одной из ведущих онлайн-шоу «Евровидение: Europe Shine a Light». В сентябре 2020 года было объявлено, что она станет полноценной ведущей конкурса Евровидение 2021.